# La Segalassièra
La Ségalassière és un municipi francès situat al departament de Cantal i a la regió d'Alvèrnia-Roine-Alps. L'any 2007 tenia 114 habitants.

## Demografia

### Població
El 2007 la població de fet de La Ségalassière era de 114 persones. Hi havia 44 famílies de les quals 12 eren unipersonals (4 homes vivint sols i 8 dones vivint soles), 8 parelles sense fills, 16 parelles amb fills i 8 famílies monoparentals amb fills.
La població ha evolucionat segons el següent gràfic:
Habitants censats

### Habitatges
El 2007 hi havia 78 habitatges, 48 eren l'habitatge principal de la família, 26 eren segones residències i 4 estaven desocupats. 75 eren cases i 2 eren apartaments. Dels 48 habitatges principals, 43 estaven ocupats pels seus propietaris i 4 estaven llogats i ocupats pels llogaters; 1 tenia una cambra, 2 en tenien dues, 6 en tenien tres, 15 en tenien quatre i 23 en tenien cinc o més. 36 habitatges disposaven pel capbaix d'una plaça de pàrquing. A 15 habitatges hi havia un automòbil i a 24 n'hi havia dos o més.

### Piràmide de població
La piràmide de població per edats i sexe el 2009 era:
| Homes | Edats   | Dones |
| ----- | ------- | ----- |
| 0     | 95 o +  | 4     |
| 0     | 90 a 94 | 0     |
| 4     | 85 a 89 | 4     |
| 4     | 80 a 84 | 0     |
| 0     | 75 a 79 | 4     |
| 0     | 70 a 74 | 4     |
| 8     | 65 a 69 | 0     |
| 8     | 60 a 64 | 4     |
| 4     | 55 a 59 | 8     |
| 4     | 50 a 54 | 0     |
| 0     | 45 a 49 | 0     |
| 4     | 40 a 44 | 0     |
| 0     | 35 a 39 | 8     |
| 8     | 30 a 34 | 0     |
| 0     | 25 a 29 | 4     |
| 0     | 20 a 24 | 0     |
| 4     | 15 a 19 | 0     |
| 8     | 10 a 14 | 4     |
| 0     | 5 a 9   | 4     |
| 0     | 0 a 4   | 4     |

## Economia
El 2007 la població en edat de treballar era de 61 persones, 44 eren actives i 17 eren inactives. De les 44 persones actives 41 estaven ocupades (24 homes i 17 dones) i 3 estaven aturades (2 homes i 1 dona). De les 17 persones inactives 11 estaven jubilades, 4 estaven estudiant i 2 estaven classificades com a «altres inactius».
Activitats econòmiques
Dels 3 establiments que hi havia el 2007, 1 era d'una empresa de fabricació d'altres productes industrials, 1 d'una empresa de comerç i reparació d'automòbils i 1 d'una empresa immobiliària.
L'únic servei als particulars que hi havia el 2009 era un taller de reparació d'automòbils i de material agrícola.
L'any 2000 a La Ségalassière hi havia 5 explotacions agrícoles que ocupaven un total de 370 hectàrees.

## Poblacions més properes
El següent diagrama mostra les poblacions més properes.